# Vestimenta japonesa

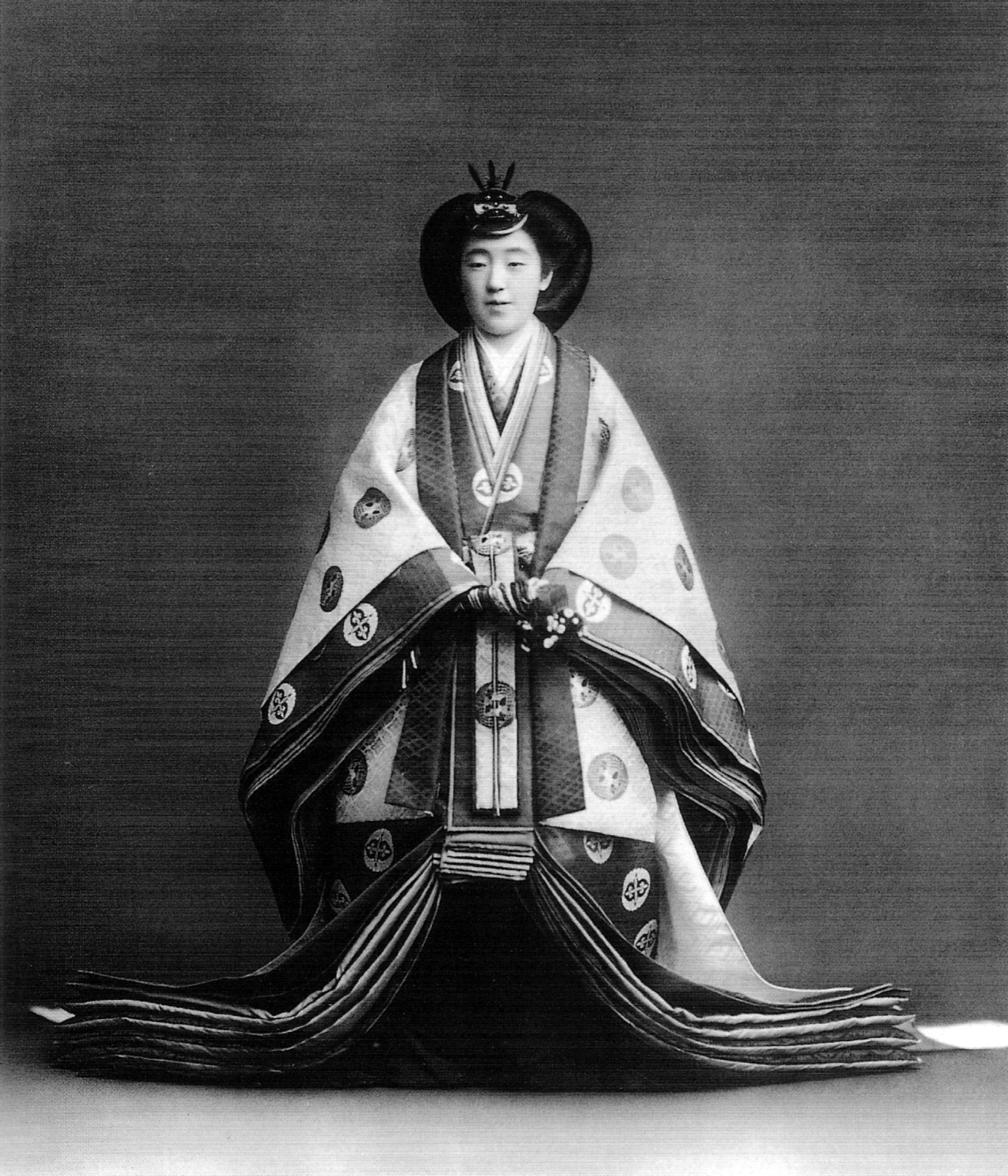
Emperatriz Kojun vistiendo un junihitoe dedicado a la coronación del emperador en 1926.

La vestimenta diaria de Japón es como la vestimenta típica occidental, los pantalones y las camisas no son una novedad. Se puede decir que algunas vestimentas destacadas de la vestimenta tradicional son comunes en la vida diaria. Además los hombres generalmente usan traje, o el uniforme de pantalón con chaqueta de cuello mandarín.

## Costumbres
Es costumbre japonesa quitarse los zapatos antes de pisar el piso de las casas, que generalmente son de madera fuerte. Esto es porque los japoneses tienen la idea de que al llegar a una casa llevan en los zapatos malas vibraciones del exterior y, por eso, se quitan los zapatos que usan afuera. Dentro de la casa se usan unas sandalias especiales.

## Partes que componen la vestimenta

### Vestidos
- keikogi
- junihitoe
- kimono

- yukata

### Cinturón
- obi

### Zapatos
- tabi
- zōri
- geta
- waraji

## Vestimenta tradicional
La vestimenta, por excelencia, y por ser la más reconocida desde hace mucho tiempo es la Yukata o Kimono, que es como una bata larga que llega hasta los tobillos, que hace sentirse cómodo, se sostiene en la cintura por un listón grueso, Obi o cinturón, que por la parte de atrás se hace nudo haciendo una especie de moño. La yukata se usa, en estos días, solo para las fiestas populares, en las mujeres se usan yukatas de variados y alegres colores, y en los hombres, se usa algo más masculino, tal vez una pieza de un color oscuro.
Otra parte importante de la vestimenta japonesa son las Geta (calzado) similares a unas sandalias de madera, con dos piezas de madera perpendiculares como suela.

## Influencia de la vestimenta tradicional en la moda actual
Un fenómeno importante que vale la pena destacar es el tipo de vestimenta que usan los jóvenes hoy en día, ya que podríamos definirlo como una mezcla bastante peculiar, en Japón existen una serie de “estilos” muy diversos, por ejemplo no es inusual ver que jóvenes japoneses (hombres) utilicen ropa ceñida al cuerpo, pantalones a la cadera, y en vez de usar mochilas, portan algo que para algunos podrían parecer bolsos y carteras de mujer, además es tendencia el usar el cabello largo con teñido de forma y en colores a veces extravagantes.
En las calles japonesas podemos encontrar toda clase de estilos occidentales, tales como punks, casual, de etiqueta, también a aquellos que buscan un estilo más de “rapero estadounidense” con pantalones holgados con motivos de camuflaje, grandes playeras, gorras y un marcado estilo extranjero, en el caso de los que más dinero tienen, estos suelen adquirir automóviles de tipo occidental, es decir grandes, y con volante a la izquierda.
- Datos: Q1477300
- Multimedia: Clothing of Japan / Q1477300